# 日本の鉄軌道事業者一覧
日本の鉄軌道事業者一覧（にほんのてつきどうじぎょうしゃいちらん）は、日本の鉄道事業者・軌道事業者を地域別に列挙したものである。第三セクター鉄道や公営交通、地下鉄やモノレールなど形態別の事業者の一覧は「形態別一覧」の節で挙げた個別の項目を参照されたい。
以下は特記なければ鉄道事業者であり、軌道事業者や鉄軌道を兼営する事業者については個別にその旨を注記する。

## 形態別一覧
以下の各項目を参照のこと。経営形態別一覧は「鉄道事業者」も参照のこと。

### 事業規模や経営形態
- JR
- 大手私鉄
- 準大手私鉄
- 第三セクター鉄道
- 臨海鉄道
- 公営交通

### 軌道や車両の方式
- 地下鉄
- 路面電車（軌道）
- モノレール（跨座式・懸垂式）
- 新交通システム
  - AGT（案内軌条式）
  - ガイドウェイバス（案内軌条式）
  - HSST（浮上式）
- トロリーバス（無軌条電車）
- ケーブルカー（鋼索鉄道）
- ロープウェイ・ゴンドラリフト（普通索道）

## JRグループ
- 北海道旅客鉄道（JR北海道）
- 東日本旅客鉄道（JR東日本）
- 東海旅客鉄道（JR東海）
- 西日本旅客鉄道（JR西日本）
- 四国旅客鉄道（JR四国）
- 九州旅客鉄道（JR九州）
- 日本貨物鉄道（JR貨物）

## 大手私鉄

### 関東地方
- 小田急電鉄
- 京王電鉄
- 京成電鉄
- 京浜急行電鉄
- 相模鉄道
- 西武鉄道
- 東急電鉄 - 鉄軌道事業兼営
- 東京地下鉄（東京メトロ）
- 東武鉄道

### 中部地方
- 名古屋鉄道 - 鉄軌道事業兼営

### 近畿地方
- 近畿日本鉄道[注釈 1] - 鉄軌道事業兼営
- 京阪電気鉄道 - 鉄軌道事業兼営
- 南海電気鉄道
- 阪急電鉄
- 阪神電気鉄道

### 九州地方
- 西日本鉄道

## 準大手私鉄
- 北大阪急行電鉄 - 鉄軌道事業兼営
- 神戸高速鉄道
- 山陽電気鉄道

## 公営事業者
公有民営方式による第三種鉄道事業者・軌道整備事業者は除く。

### 北海道
- 札幌市交通局
- 函館市企業局交通部 - 軌道事業者

### 東北地方
- 仙台市交通局

### 関東地方
- 東京都交通局 - 鉄軌道事業兼営
- 横浜市交通局

### 中部地方
- 名古屋市交通局

### 近畿地方
- 京都市交通局
- 神戸市交通局

### 九州地方
- 鹿児島市交通局 - 軌道事業者
- 熊本市交通局 - 軌道事業者
- 福岡市交通局

## その他（地域別）
以下の一覧では、事業者名は原則として本店・本社が位置する都道府県に記載する。ただし、運営路線が位置する都道府県に本店・本社がない場合は路線がある都道府県に配置し、その旨を注記する。

### 北海道
- 札幌市交通事業振興公社 - 軌道運送事業者
- 道南いさりび鉄道

### 東北地方

#### 青森県
- 青い森鉄道
- 青森県
- 弘南鉄道
- 青函トンネル記念館
- 津軽鉄道
- 八戸臨海鉄道

#### 岩手県
- IGRいわて銀河鉄道
- 岩手開発鉄道
- 三陸鉄道

#### 宮城県
- 仙台空港鉄道
- 仙台臨海鉄道

#### 秋田県
- 秋田内陸縦貫鉄道
- 由利高原鉄道

#### 山形県
- 山形鉄道

#### 福島県
- 会津鉄道
- 阿武隈急行
- 福島県
- 福島交通
- 福島臨海鉄道

### 関東地方

#### 茨城県
- 鹿島臨海鉄道
- 関東鉄道
- 筑波観光鉄道
- ひたちなか海浜鉄道

#### 栃木県
- 宇都宮市 - 軌道整備事業者
- 宇都宮ライトレール - 軌道運送事業者
- 芳賀町 - 軌道整備事業者
- 真岡鐵道
- 野岩鉄道

#### 群馬県
- 上信電鉄
- 上毛電気鉄道
- わたらせ渓谷鐵道

#### 埼玉県
- 埼玉高速鉄道
- 埼玉新都市交通
- 秩父鉄道

#### 千葉県
- いすみ鉄道
- 小湊鉄道
- 京葉臨海鉄道
- 芝山鉄道
- 千葉都市モノレール - 軌道事業者
- 千葉ニュータウン鉄道
- 銚子電気鉄道
- 東葉高速鉄道
- 成田空港高速鉄道[注釈 2]
- 成田高速鉄道アクセス
- 北総鉄道
- 舞浜リゾートライン
- 山万[注釈 2]
- 流鉄

#### 東京都
- 首都圏新都市鉄道
- 高尾登山電鉄
- 多摩都市モノレール - 軌道事業者
- 東京モノレール
- 東京臨海高速鉄道
- 御岳登山鉄道
- ゆりかもめ - 鉄軌道事業兼営

#### 神奈川県
- 江ノ島電鉄
- 大山観光電鉄
- 小田急箱根
- 神奈川臨海鉄道
- 湘南モノレール
- 横浜高速鉄道
- 横浜シーサイドライン - 軌道事業者

### 中部地方

#### 新潟県
- えちごトキめき鉄道
- 北越急行

#### 富山県
- あいの風とやま鉄道
- 黒部峡谷鉄道
- 立山黒部貫光
- 富山市 - 軌道整備事業者
- 富山地方鉄道 - 鉄軌道事業兼営
- 万葉線 - 鉄軌道事業兼営

#### 石川県
- IRいしかわ鉄道
- のと鉄道
- 北陸鉄道

#### 福井県
- えちぜん鉄道
- ハピラインふくい
- 福井鉄道 - 鉄軌道事業兼営

#### 山梨県
- 富士山麓電気鉄道

#### 長野県
- アルピコ交通
- 上田電鉄
- しなの鉄道
- 長野電鉄

#### 岐阜県
- 明知鉄道
- 西濃鉄道
- 樽見鉄道
- 長良川鉄道
- 養老線管理機構
- 養老鉄道

#### 静岡県
- 伊豆急行
- 伊豆箱根鉄道
- 遠州鉄道
- 大井川鐵道
- 岳南電車
- 静岡鉄道
- 十国峠
- 天竜浜名湖鉄道

#### 愛知県
- 愛知環状鉄道
- 愛知高速交通 - 軌道事業者
- 上飯田連絡線
- 衣浦臨海鉄道
- JR東海交通事業
- 中部国際空港連絡鉄道
- 豊橋鉄道 - 鉄軌道事業兼営
- 名古屋ガイドウェイバス - 軌道事業者
- 名古屋臨海高速鉄道
- 名古屋臨海鉄道

#### 三重県
- 伊賀市
- 伊賀鉄道
- 伊勢鉄道
- 三岐鉄道
- 四日市あすなろう鉄道
- 四日市市

### 近畿地方

#### 滋賀県
- 近江鉄道
- 近江鉄道線管理機構
- 甲賀市
- 信楽高原鐵道
- 比叡山鉄道

#### 京都府
- WILLER TRAINS（京都丹後鉄道）
- 叡山電鉄
- 北近畿タンゴ鉄道
- 鞍馬寺
- 京福電気鉄道 - 鉄軌道事業兼営
- 嵯峨野観光鉄道
- 丹後海陸交通

#### 大阪府
- 大阪外環状鉄道
- 大阪港トランスポートシステム
- 大阪市高速電気軌道 (Osaka Metro)  - 鉄軌道事業兼営
- 大阪モノレール
- 関西高速鉄道
- 新関西国際空港
- 中之島高速鉄道
- 西大阪高速鉄道
- 阪堺電気軌道 - 軌道事業者
- 水間鉄道

#### 兵庫県
- 神戸新交通 - 鉄軌道事業兼営
- 神戸電鉄
- こうべ未来都市機構
- 神戸六甲鉄道
- 能勢電鉄
- 北条鉄道

#### 奈良県
- 奈良生駒高速鉄道

#### 和歌山県
- 紀州鉄道[注釈 3]
- 和歌山県
- 和歌山電鐵

### 中国地方

#### 鳥取県
- 智頭急行
- 八頭町
- 若桜町
- 若桜鉄道

#### 島根県
- 一畑電車

#### 岡山県
- 井原鉄道
- 岡山電気軌道 - 軌道事業者
- 水島臨海鉄道

#### 広島県
- 広島高速交通 - 鉄軌道事業兼営
- 広島電鉄 - 鉄軌道事業兼営

#### 山口県
- 錦川鉄道

### 四国地方

#### 徳島県
- 阿佐海岸鉄道

#### 香川県
- 四国ケーブル
- 高松琴平電気鉄道

#### 愛媛県
- 伊予鉄道 - 鉄軌道事業兼営

#### 高知県
- 土佐くろしお鉄道
- とさでん交通 - 軌道事業者

### 九州地方

#### 福岡県
- 甘木鉄道
- 北九州高速鉄道 - 軌道事業者
- 北九州市
- 皿倉登山鉄道
- 筑豊電気鉄道
- 平成筑豊鉄道

#### 佐賀県
- 佐賀・長崎鉄道管理センター

#### 長崎県
- 島原鉄道
- 長崎電気軌道 - 軌道事業者
- 松浦鉄道

#### 熊本県
- くま川鉄道
- 熊本電気鉄道
- 肥薩おれんじ鉄道
- 南阿蘇鉄道
- 南阿蘇鉄道管理機構

#### 大分県
- ラクテンチ

#### 沖縄県
- 沖縄都市モノレール - 軌道事業者

## 鉄道事業から撤退した事業者

### 廃業・解散など
鉄道廃止・譲渡と同時に（他事業も含め）廃業または解散した事業者。
- 北海道ちほく高原鉄道
- 雄別鉄道
- 釧路開発埠頭
- 寿都鉄道
- 秋田臨海鉄道
- くりはら田園鉄道（栗原電鉄）
- 江名鉄道
- 磐梯急行電鉄（沼尻鉄道・日本硫黄観光鉄道）
- 千葉急行電鉄
- 日立電鉄
- 帝都高速度交通営団（民営化され東京地下鉄に）
- ドリーム開発（ドリーム交通）
- 桃花台新交通
- 神岡鉄道
- 富山ライトレール（富山地方鉄道に合併）
- 三重電気鉄道
- 京都高速鉄道
- 大阪市交通局（民営化され大阪市高速電気軌道に）
- 三木鉄道
- 北神急行電鉄（鉄道事業を神戸市交通局に譲渡）
- 北丹鉄道
- 野上電気鉄道
- 倉敷市交通局（水島臨海鉄道に譲渡）
- スカイレールサービス
- 屋島登山鉄道
- 土佐電気鉄道（とさでん交通が継承）
- 玉野市営電気鉄道（備南電気鉄道）
- 山鹿温泉鉄道
- 鹿本鉄道
- 九州肥筑鉄道
- 高千穂鉄道
- 糸満馬車軌道

#### 国有化された鉄道事業者
- 広浜鉄道（可部線）
- 信濃鉄道（大糸南線）
- 富士身延鉄道（身延線）
- 宇部鉄道（宇部線・小野田線）
- 富山地方鉄道富岩線[注釈 4] （富山港線）
- 鶴見臨港鉄道（鶴見線）
- 豊川鉄道（飯田線の一部）
- 鳳来寺鉄道（飯田線の一部）
- 三信鉄道（飯田線の一部）
- 伊那電気鉄道（飯田線の一部）
- 南武鉄道（南武線）
- 青梅電気鉄道（青梅線）
- 南海鉄道山手線[注釈 5] （阪和線）
- 宮城電気鉄道（仙石線）
- 岩手軽便鉄道（釜石線）
- 北海道鉄道（千歳線ほか）
- 秋田鉄道（花輪線の一部）
- 横荘鉄道横荘西線[注釈 6]（矢島線）
- 白棚鉄道（白棚線）
- 南武鉄道（南武線・五日市線ほか）
- 相模鉄道線（相模線の一部）
- 飯山鉄道（飯山線の一部）
- 佐久鉄道（小海線の一部）
- 新宮鉄道（紀勢本線の一部）
- 播丹鉄道（加古川線・三木線・北条線・鍛冶屋線・高砂線）
- 中国鉄道（津山線・吉備線）
- 芸備鉄道（芸備線の一部）
- 宇部鉄道（宇部線）
- 小野田鉄道（小野田線の一部）
- 阿南鉄道（牟岐線の一部）
- 宇和島鉄道（予土線の一部）
- 北九州鉄道（筑肥線の一部）
- 西日本鉄道宇美線（勝田線）
- 大隅鉄道（大隅線）
- 宮崎県営鉄道飫肥線（日南線の一部）

### 存続事業者
鉄道廃止・譲渡後も存続している（あるいは存続していた）事業者。

#### 持株会社化
大手私鉄を中心に、グループを統括していた法人から鉄道事業を分社化し、法人自体は持株会社となる例が見られる。なお、西武ホールディングスや伊豆急ホールディングスのように、鉄道事業を行う法人はそのままで持株会社を新設した例もある。
- 東急（旧・東京急行電鉄、鉄道事業は東急電鉄に分社化）
- 相鉄ホールディングス（旧・相模鉄道）
- 近鉄グループホールディングス（旧・近畿日本鉄道）
- 京阪ホールディングス（旧・京阪電気鉄道）
- 阪急阪神ホールディングス（旧・阪急電鉄）
- 一畑電気鉄道（鉄道事業は一畑電車に分社化）

#### バス事業者として存続
鉄道廃止・譲渡後も社名を変更せず、社名に「鉄道」「電鉄」等を残している会社もある。なお、全国でみられる「（地域名）交通」と名乗るバス会社は鉄道事業を行っているか、以前に行っていた会社もあるが、発足当初からバス専業で鉄道事業を行ったことがない会社もある。千葉交通、東野交通、草軽交通、北恵那交通、江若交通などは鉄道事業廃止後に社名を「（地域名）交通」に変更した。
- 旭川電気軌道
- 士別軌道
- 夕張鉄道
- 定山渓鉄道（現・じょうてつ）
- 下北交通
- 十和田観光電鉄
- 南部鉄道（鉄道廃止後南部バスに。2017年に岩手県北バスに事業譲渡）
- 秋田中央交通
- 羽後交通
- 秋田市交通局（軌道廃止後もバス事業を存続していたが、2016年廃止）
- 花巻電鉄（現・岩手県交通）
- 仙台鉄道（現・宮城交通）
- 仙北鉄道（現・宮城交通）
- 秋保電気鉄道（現・宮城交通）
- 庄内交通
- 山形交通（後にバス事業を山交バスに分社し、ヤマコーとなる）
- 東野鉄道（鉄道廃止後東野交通となり、2018年に関東自動車に合併）
- 茨城交通
- 成田鉄道（現・千葉交通）
- 九十九里鉄道
- 山梨交通
- 草軽電気鉄道（現・草軽交通）
- 蒲原鉄道
- 新潟交通
- 越後交通
- 頸城鉄道（現・頸城自動車）
- 加越能鉄道（現・加越能バス）
- 尾小屋鉄道（現・北鉄加賀バス）
- 北恵那鉄道（現・北恵那交通）
- 東濃鉄道（2代目）
- 三重交通（鉄道部門は三重電気鉄道に分社化後近畿日本鉄道へ継承）
- 江若鉄道（現・江若交通）
- 姫路市交通局（モノレール廃止後の2007年に姫路市企業局交通事業部となったが、2010年に交通事業撤退）
- 淡路交通
- 有田鉄道
- 日ノ丸自動車
- 米子電車軌道（軌道廃止後に日ノ丸自動車に合併）
- 西大寺鉄道（現・両備バス）
- 中国鉄道（現・中鉄バス）
- 下津井電鉄
- 井笠鉄道（2012年に倒産。井笠バスカンパニーが継承）
- 鞆鉄道
- 尾道鉄道（1970年に中国バスに合併）
- 船木鉄道
- 防石鉄道（1992年に防長交通に合併）
- 長門鉄道（1975年にサンデン交通に合併）
- 山陽電気軌道（現・サンデン交通）
- 琴平参宮電鉄
- 北九州市交通局
- 熊延鉄道（現・熊本バス）
- 大分交通
- 宮崎交通
- 鹿児島交通

#### その他
- 十勝鉄道（運送事業者として存続）
- 三菱鉱業（現・三菱マテリアル）
- 三菱石炭鉱業（後に南大夕張炭鉱として清算業務）
- 北海道拓殖鉄道（運送事業者として存続）
- 北海道炭礦汽船（石炭商社として存続）
- 太平洋石炭販売輸送（現・新太平洋商事）
- 南部縦貫鉄道（現・南部縦貫。業務請負事業者として存続）
- 筑波鉄道（現・関鉄筑波商事）
- 鹿島鉄道（賃貸業として存続）
- 都市基盤整備公団（現・都市再生機構）
- 奥多摩電気鉄道（現・奥多摩工業）
- 東京都地下鉄建設
- 日立運輸東京モノレール（現・ロジスティード）
- 鶴見臨港鉄道（現・東亜リアルエステート。不動産業として存続）
- こどもの国協会
- 南武鉄道（現・太平洋不動産）
- 善光寺白馬電鉄（運送事業者として存続）
- 関西電力
- 上田交通（鉄道事業を分社化した上田電鉄へ移管。不動産業として存続）
- 富士急行（鉄道事業を分社化した富士山麓電気鉄道へ移管。会社は存続）
- 岳南鉄道（鉄道事業を分社化した岳南電車へ移管。不動産業として存続）
- 名古屋市交通局協力会
- 揖斐川電気（現・イビデン）
- 加悦鉄道（現・宮津海陸運輸）
- 神戸住環境整備公社
- 別府鉄道（不動産賃貸業として存続）
- 日本無軌道電車
- 兵衛旅館（館内連絡用のケーブルカー、旅館は存続）
- 同和鉱業（現・DOWAホールディングス）
- 岡山臨港鉄道（現・岡山臨港）
- 広島瓦斯電軌（現・広島ガス）
- 小倉鉄道（歯車メーカーとして存続）
- 沖縄県営鉄道
- 沖縄電気
- 沖縄軌道